# Bjart Ording
Bjart Ording (n. 19 mai 1898, Comuna Nes, Akershus, Norvegia – d. 12 octombrie 1975, Comuna Nes, Akershus, Norvegia) a fost un sportiv ce a reprezentat Norvegia, medaliat olimpic. A participat la 2 ediții ale Jocurilor Olimpice (1928, 1952) în care a câștigat o medalie de argint.